# Scautismo e guidismo in Portogallo

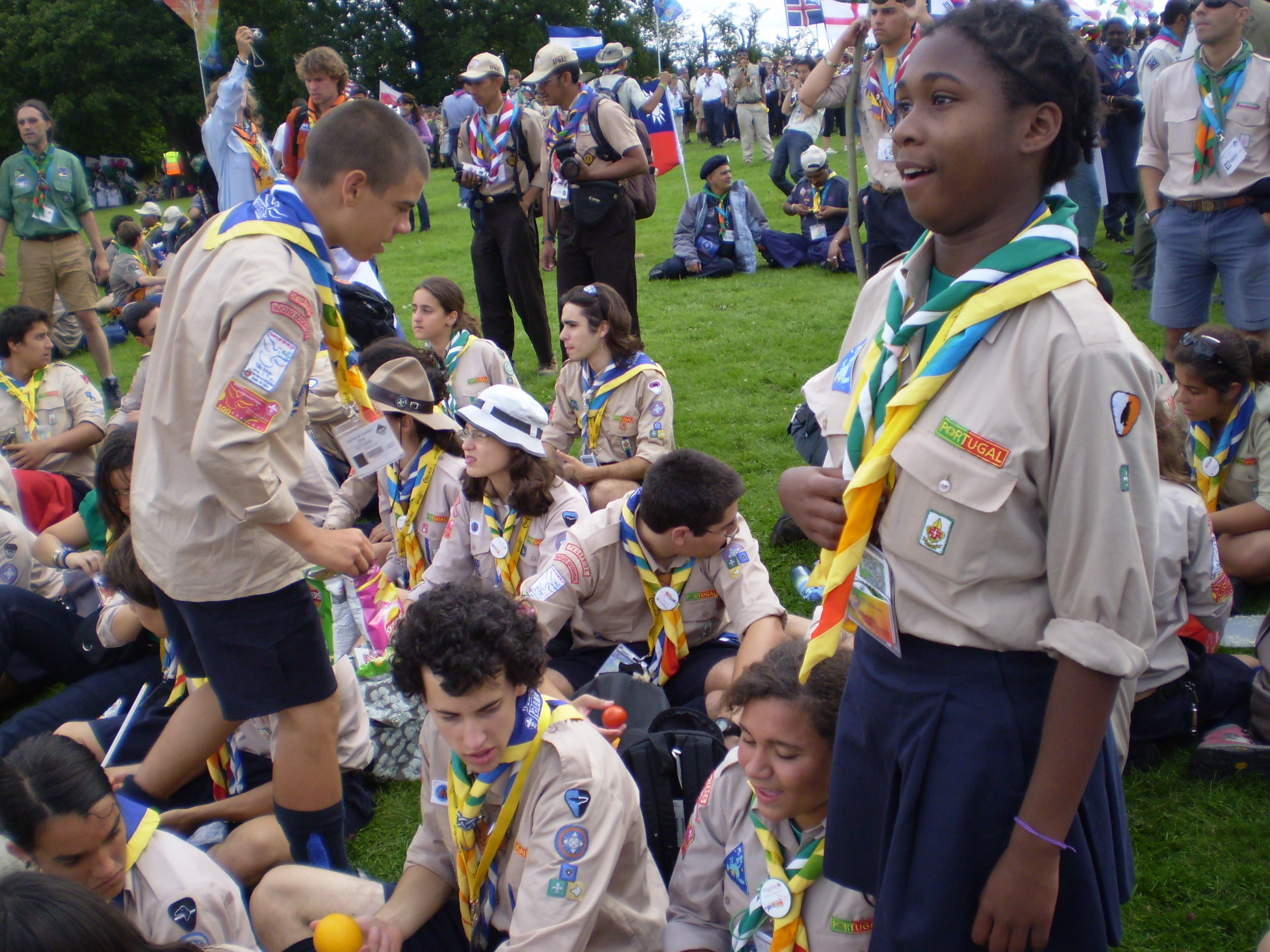
Scout portoghesi al 21º Jamboree mondiale dello scautismo

Scautismo e guidismo in Portogallo sono presenti fin dai primissimi anni del movimento.
Lo scautismo portoghese è nato nel 1911 ad opera di Almirante Álvaro de Melo Machado, che fondò prima un reparto a Macao e poi in Portogallo. Allo stesso tempo nacque a Porto un reparto di guide inglesi, che in seguito aiutò a far nascere il guidismo portoghese.
Lo scautismo portoghese è stato fra i fondatori dell'Organizzazione Mondiale del Movimento Scout (OMMS/WOSM) nel 1922.
Lo scautismo ed il guidismo sono divisi in numerose associazioni, appartenenti a diverse organizzazioni mondiali.

## Associazioni esistenti
- Federação Escotista de Portugal (FEP), membro dell'Organizzazione Mondiale del Movimento Scout (OMMS/WOSM), federazione composta da:
  - Associação dos Escoteiros de Portugal (AEP, Associazione Scout del Portogallo; pluriconfessionale, 9 000 soci, mista)
  - Corpo Nacional de Escutas - Escutismo Católico Português (CNE, Corpo Nazionale Scout ; cattolica, 70 000 soci, mista)
- Associação Guias de Portugal (AGP, Associazione Guide del Portogallo, pluriconfessionale, 3 200 soci, solo femminile), membro dell'Associazione Mondiale Guide ed Esploratrici (AMGE/WAGGGS)
- Associação das Guias e Escuteiros da Europa, (Associazione delle Guide e degli Scout d'Europa, cattolica, maschile e femminile) membro dell Unione Internazionale Guide e Scouts d'Europa (UIGSE-FSE)
- Corpo De Escuteiros Maritimos, (CEM, Corpo degli Scout Nautici, fa principalmente scautismo nautico), membro della World Federation of Independent Scouts (WFIS)
- Comité Português de Amizade dos Antigos Escoteiros e Guias (AEG, Comitato Portoghese della fratellanza dei vecchi scout e guide, misto), organizzazione di "vecchi scout" e "vecchie guide", membro dell'International Scout and Guide Fellowship (ISGF), composto a sua volta da
  - FAEP - Fraternal de Antigos Escoteiros de Portugal, vecchi scout dell'AEP
  - AAG - Associação de Antigas Guias, vecchie guide dell'AGP
  - FNA - Fraternidade de Nuno Álvares, vecchi scout del CNE

## Associazioni straniere con presenza in Portogallo
I Boy Scouts of America hanno delle unità a Lisbona e nelle Azzorre. Queste unità fanno parte del Transatlantic Council.

## Attività internazionali
La Federação Escotista de Portugal ha organizzato nel 2003 in Portogallo il Roverway, un campo internazionale pensato per i rover (scout oltre i 16 anni) di tutta Europa. È stato un evento congiunto della Regione Europea dell'Organizzazione Mondiale del Movimento Scout, e della Regione Europa dell'Associazione Mondiale Guide ed Esploratrici. Dato il successo, l'evento è diventato ricorrente, e si tiene ogni tre anni in un paese europeo differente.